# Johannes Emmanuel van den Brink
Johannes Emmanuel van den Brink (Haarlem, 6 februari 1909 - 2 juni 1989) was een Nederlandse voorganger en leider van de voormalige opwekkingsbeweging Kracht van Omhoog. Hij werd geboren in een gereformeerd gezin. Tijdens zijn opleiding aan de Christelijke Kweekschool te Dordrecht volgde hij lessen in dogmatiek en kerkgeschiedenis.

## Onderwijzer en voorganger
In 1933 trouwde hij met Arina voor den Dag. Uit het huwelijk werden zes kinderen geboren. Jarenlang was Van den Brink onderwijzer op een Mulo. Hij kwam in contact met leden van de Vergadering van gelovigen en daarna met een vrije Evangelische groep. In de pinkstergemeente te Amsterdam maakte hij kennis met de pinksterboodschap. In 1936 werd hij volgens eigen zeggen gedoopt met de Heilige Geest. Kort daarna werd hij door Pieter Klaver in water gedoopt.
Vanaf maart 1941 begon Van den Brink te schrijver voor het pinksterblad Kracht van Omhoog. In 1958 was hij ook betrokken bij evangelisatiecampagne van Thomas Lee Osborn in Den Haag. In hetzelfde jaar begon hij met het houden van huissamenkomsten in zijn woonplaats Gorinchem. Hieruit ontstond een gemeente waarvan hij voorganger werd.
In 1960 was hij een van de oprichters van de Volle Evangelie Zakenlieden, de voorloper van de in 1981 opgerichte Nederlandse tak van de FGBMFI. Overal in het land vervulde hij spreekbeurten. Al deze activiteiten eisten zoveel tijd dat hij zijn beroep als onderwijzer moest opgeven. In februari 1960 kwam hij volledig in dienst van Kracht van Omhoog. In dat jaar begonnen de Beukenstein-conferenties, die een grote invloed zouden hebben op de bediening van Van den Brink.

## Exorcisme
In de praktijk van Beukenstein werden bij christenen demonen uitgedreven. Van den Brink gaf hier een Bijbelse onderbouwing voor. "Zonde, ziekte, neerslachtigheid, nervositeit en angstgevoelens staan in verband met het rijk der boze geesten. De strijd van christenen tegen de machten in de hemelse gewesten is concreet en reëel." Van den Brink begon afstand te nemen van de traditionele erfzondeleer. Hij stelde daar tegenover dat een mens uit zichzelf niet zondig is en dat elke zonde wordt veroorzaakt door contact met een boze geest.

## Theologisch conflict
Naar aanleiding van zijn theologie kwam hij in conflict met het Broederschap van Pinkstergemeenten, waarvan hij destijds deel van uitmaakte. De Broederschap distantieerde zich van zijn leer. In 1966 stapte Van den Brink uit het kerkgenootschap.
In 1966 verschenen zijn eerste artikelen over het geestelijk Israël. Hiermee verwierp hij de in Pinksterkringen gangbare visie dat er een herstel zal zijn van het natuurlijke Israël. In 1981 werd hij aangeklaagd door STIBA (Stichting ter Bestrijding van Antisemitisme). De rechter wees deze aanklacht af op grond van het feit dat het hier om een theologisch leerpunt ging en er geen sprake was van volkerendiscriminatie.
Van den Brink werkte zijn theologie verder uit. Deze kwam bekend te staan onder de naam 'De Hoge Weg'. Het hield volgens hem een absolute breuk in met de historische kerk en de 'leer der vaderen'. Hij maakte gebruik van drie sleutels: God is enkel Goed, de duivel is slecht en Jezus Christus is Heer. Hij stelde dat het offer van Jezus Christus niet ter genoegdoening van God maar ter genoegdoening van de duivel was gebracht.
Door zijn theologische stellingname raakte Van den Brink en zijn beweging steeds meer in een isolement. Verschillende medewerkers van Kracht van Omhoog namen afstand van de leer en verlieten de organisatie.
In 1981 gaf Van den Brink aan het rustiger aan te willen gaan doen. Hij werd opgevolgd door zijn schoonzoon Peter Bronsveld. Onder diens leiding kwam de beweging uit haar isolement. Johannes Emmanuel Van den Brink overleed op 80-jarige leeftijd op 2 juni 1989.